# Bože Pravde
Bože pravde (kyrillisk: Боже правде – Retfærdighedens Gud) er Serbiens og Republika Srpskas nationalsang. Den blev skrevet 1872 af Davorin Jenko (musik) og Jovan Đorđević (tekst).

## Eksterne links
- Nationalsangen som mp3-fil Arkiveret 7. november 2006 hos  Wayback Machine